# Martine Yabré
 (août 2022).
La mise en forme du texte ne suit pas les recommandations de Wikipédia : il faut le « wikifier ».
Les points d'amélioration suivants sont les cas les plus fréquents :
- Les titres sont pré-formatés par le logiciel. Ils ne sont ni en capitales, ni en gras.
- Le texte ne doit pas être écrit en capitales (les noms de famille non plus), ni en gras, ni en italique, ni en « petit »…
- Le gras n'est utilisé que pour surligner le titre de l'article dans l'introduction, une seule fois.
- L'italique est rarement utilisé : mots en langue étrangère, titres d'œuvres, noms de bateaux, etc.
- Les citations ne sont pas en italique mais en corps de texte normal. Elles sont entourées par des guillemets français : « et ».
- Les listes à puces sont à éviter, des paragraphes rédigés étant largement préférés. Les tableaux sont à réserver à la présentation de données structurées (résultats, etc.).
- Les appels de note de bas de page (petits chiffres en exposant, introduits par l'outil «  Source ») sont à placer entre la fin de phrase et le point final[comme ça].
- Les liens internes (vers d'autres articles de Wikipédia) sont à choisir avec parcimonie. Créez des liens vers des articles approfondissant le sujet. Les termes génériques sans rapport avec le sujet sont à éviter, ainsi que les répétitions de liens vers un même terme.
- Les liens externes sont à placer uniquement dans une section « Liens externes », à la fin de l'article. Ces liens sont à choisir avec parcimonie suivant les règles définies. Si un lien sert de source à l'article, son insertion dans le texte est à faire par les notes de bas de page.
- La présentation des références doit suivre les conventions bibliographiques. Il est recommandé d'utiliser les modèles {{Ouvrage}}, {{Chapitre}}, {{Article}}, {{Lien web}} et/ou {{Bibliographie}}. Le mode d'édition visuel peut mettre en forme automatiquement les références.
- Insérer une infobox (cadre d'informations à droite) n'est pas obligatoire pour parachever la mise en page.

Pour une aide détaillée, merci de consulter Aide:Wikification.
Si vous pensez que ces points ont été résolus, vous pouvez retirer ce bandeau et améliorer la mise en forme d'un autre article.
Pour l’article homonyme, voir Yabré.
Martine Yabré, née le 7 juillet 1976 à Yamoussokro en Côte d’Ivoire est une activiste pour la défense des droits de la femme au Burkina Faso. Spécialiste en genre, elle est la coordinatrice du cadre de concertation des organisations et acteurs intervenant sur le genre et la participation citoyenne des femmes au Burkina Faso.

## Biographie

### Études et enfance
Martine Yabré fait une partie de son enfance en Yamoussokro en Côte d'Ivoire. Elle rentre au Burkina Faso pour poursuivre les études en 1994 au lycée Newton Descartes. Après l’obtention du baccalauréat, elle s’inscrit à l’université de Ouagadougou à la faculté des droits et sciences politiques en 1999. En 2020, elle fait un master II en management des affaires dans un institut en Côte d’Ivoire.

## Engagement citoyen
Martine Yabré est une activiste pour la promotion de la citoyenneté,, au Burkina Faso. Coordinatrice du cadre de concertation des organisations et acteurs intervenants sur le genre et la citoyenneté, elle contribue au suivi des politiques sectorielle en lien avec l’évaluation de la prise en compte du genre. Elle a participé à l’élaboration de la stratégie nationale genre et son plan de communication. Dans cet engagement pour la promotion des droits de la femme, elle participé au caucus genre de l’Assemblée nationale du Burkina Faso. Membre fondatrice de la coalition femme paix et sécurité, du Burkina Faso, elle organise des actions de promotion de vivre ensemble au Burkina Faso. Elle a milité pour le respect du quota genre dans les parties politiques au Burkina Faso,,. 

## Distinction
Martine Yabré est lauréate du trophée d'honneur - Mousso Oscar. Elle a été faite en 2012 chevalier de l'ordre du mérite burkinabè et chevalier de l'ordre du mérite de l'action sociale et de la santé, agrafe promotion de la femme en 2019 et officier de l'ordre du mérite burkinabè en janvier 2023.